# Шейко Петро Володимирович
Петро́ Володи́мирович Шейко́ (нар. 23 грудня 1945, Галиця Ніжинського району — пом. 5 лютого 2013, Київ) — український аграрій та політик. Народний депутат України II скликання; заступник Міністра агропромислового комплексу (1998—2000). Державний службовець 1-го ранґу (05.2002).
Член НСНУ (з 2005); голова Центральної ради і виконкому Всеукраїнського об'єднання «Порозуміння».

## Освіта
Закінчив Українську с.-г. академію (1963—1968), за фахом — економіст-аграрник.

## Кар'єра
З 1968 — головний спеціаліст колгоспу «Світанок» Бобровицького р-ну Черніг. обл.
1968—1969 — в армії.
03.1970-04.1992 — економіст, старший економіст, головний спеціаліст, начальник відділу, начальник управління, 1-й заступник начальника Головного управління Міністерства сільського господарства України (Держагропром України, Мін-во с. г. і продовольства України).
В 1992—2005 — на владних посадах.
Національний комплекс «Експоцентр України», 1-й заступник генерального директора (05.2005-2007).
Помер 5 лютого 2013 року у місті Києві. Похований на Байковому кладовищі.

## Політична діяльність
З 1992 — Представник Президента в Бобровицькому районі
1994—1998 — народний депутат України 2 скликання (з 04.1994 (2-й тур) до 05.1998) Бобровицький виборчий округ N 444, висунений виборцями.
З травня 1994 — голова Комітету з питань реґламенту, депутатської етики та забезпечення діяльності депутатів. Був членом групи «Конституційний центр». На час виборів: Бобровицька райдержадмін., Представник Президента України в районі.
08.1998-03.2000 — заступник Міністра агропромислового комплексу України; 2000-03 — начальник Департаменту організаційної роботи, начальник Департаменту зв'язків з ВРУ та організаційної роботи Міністерства аграрної політики України.
04.2003-03.2005 — голова Бобровицької райдержадміністрації.

## Творчість
Співавтор книг з проблем соціального розвитку села.
- Розвиток сфери платних послуг / Петро Володимирович Шейко, А. Я. Олексюк . — Київ: Урожай, 1991. — 124 с.
- Соціально-економічний розвиток села / М. Х. Вдовиченко, Петро Володимирович Шейко, М. К. Орлатий, Г. І. Купалова. — Київ: Урожай, 1989. — 152 с.

## Родина
- дружина Мельник Альона Олексіївна — науковець;
- мати Галина Василівна (1919) — бухгалтер, пенсіонерка;
- син Геннадій (1971) — економіст, підприємець;
- дочка Олена (1973) — економіст, працівник банку «Київ»;
- син Володимир (1985)
- донька Ольга (2009)
- п'ятеро онуків — Яна, Богдан, Дар'я, Мар'ян та Петро.

## Відзнаки
- Орден «За заслуги» ІІІ ступеня (червень 1997)[4]